# Archibald Menzies
Archibald Menzies   (Weem, 15 de març de 1754 - Kensington, 15 de febrer de 1842) va ser un cirurgià i botànic escocès.

## Biografia
Menzies va néixer a Easter Stix (o Styx) en la parròquia de Weem, a Perthshire. Mentre treballava amb el seu germà William al Jardí Botànic d'Edinburgh el professor de botànica Dr John Hope, de la Universitat d'Edinburgh, l'encoratjà a estudiar medicina. Menzies essent ja cirurgià s'enrolà a la Royal Navy en el vaixell HMS Nonsuch.
El 1786 Menzies va ser nomenat cirurgià del vaixell Prince of Wales (amb el capità James Colnett), en un viatge en cerca de pells valuoses al voltant de Cap Horn al Pacífic Nord. Visità Amèrica del Nord, la Xina i Hawaii recollint moltes plantes noves. Tornà a Gran Bretanya el 1790.
El 1790, Menzies va ser nomenat naturalista per acompanyar el capità George Vancouver en el seu viatge al voltant del món en el HMS Discovery. (vegeu w:en:Vancouver Expedition).

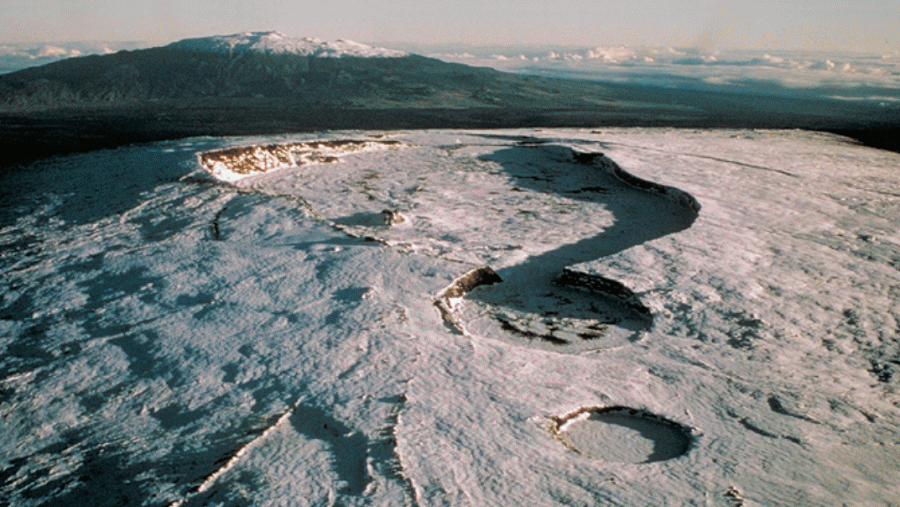
The remote summit of Mokuaweoweo.

El 1794, a Hawaii, Menzies, amb Joseph Baker i dos homes més, van fer la primera ascensió documentada a Mokuaweoweo, el cim del Mauna Loa. Menzies portava un baròmetre portàtil per mesurar l'altitud de la muntanya en 13.564 peus (4.134 metres).
Després del viatge va ser el cap de la Linnean Society després de la mort d'A.B. Lambert.
Menzies morí a Londres.

## Llegat
Diversos noms científics de plantes commemoren el seu nom incloent el gènere Menziesia, i l'avet de Douglas (Pseudotsuga menziesii. L'arboç del Pacífic, l'ericàcia més grossa es diu Arbutus menziesii segons el nom que li va donar Friedrich Pursh.
La seva forma abreujada com a botànic és: Menzies.